# Tjörven De Brul
Tjörven De Brul (Aalst, 22 juni 1973) is een Belgisch voormalig voetballer die bij voorkeur als centrale verdediger speelde. Hij speelde een groot deel van zijn carrière bij Club Brugge.
Hij kwam verder uit voor KAA Gent en KSC Lokeren. Hij speelde in totaal elf interlands voor het Belgisch voetbalelftal.

## Clubcarrière
De Brul begon zijn profcarrière bij SC Lokeren in 1991 als 18-jarige, maar maakte vooral naam in zijn periode bij Club Brugge waar hij van 1994 tot 2003 speelde en de bepalende factor in de verdediging was, zowel centraal als rechtsachter hoewel hij meestal in het centrum speelde. Heel zelden was hij rechtshalf op het middenveld. De Brul speelde meer dan 250 wedstrijden voor Club Brugge en behaalde drie titels (1996, 1998 en 2003) en drie Belgische bekers (1995, 1996 en 2002). In de bekerfinale van 1995 scoorde hij tegen Germinal Ekeren in het slot het derde Brugse doelpunt (3–1).
Door middel van zijn kopkracht scoorde De Brul regelmatig een doelpunt, voornamelijk wanneer hij mee naar voren kwam bij hoekschoppen. De Brul was een vaste waarde (en een jaar vice-kapitein) tot het tweede seizoen van trainer Trond Sollied, 2001–2002. Dat seizoen verdween De Brul gestaag naar het achterplan, ten voordele van jeugdproduct en 'man van de regio' Birger Maertens. In de verloren topwedstrijd in eigen huis tegen toenmalig competitieleider en toekomstig kampioen KRC Genk maakte hij bovendien een foutje, waaruit Wesley Sonck prompt scoorde. De Brul werd nog voor de rust genadeloos door Sollied naar de kant gehaald. Nadien stond hij niet zo heel vaak meer in de basiself en een blessure in volle titelstrijd was ook niet bepaald bevorderlijk voor De Bruls zaak. Tegen die tijd had een 21-jarige Maertens zich allang gemanifesteerd in de vaste elf van Sollied.
Ook de kansen van jarenlange kompaan Nzelo Lembi slonken danig omdat verdedigende middenvelder Philippe Clement tot centrale verdediger werd omgevormd. Lembi vertrok na dat seizoen naar Duitsland en tekende bij Kaiserslautern. De Brul bleef nog een jaar aan boord, maar nadat hij geblesseerd aan het dijbeen aan zijn laatste seizoen 2002–2003 begon, en amper twee keer mocht meespelen van Sollied, begreep De Brul dat hij geen toekomst meer had bij de club waar hij jarenlang sterkhouder was. Hij trok de poorten van het Jan Breydelstadion achter zich dicht. De Brul speelde slechts mee in de competitie tegen La Louvière (3–0 winst thuis, meteen na de winterbreak). Die wedstrijd speelde De Brul centraal in de verdediging naast Timmy Simons die eerder die week het referendum van de Gouden Schoen had gewonnen. Sollied liet De Brul starten wegens een schorsing na twee rode kaarten voor zijn concurrent Birger Maertens (in de maand december 2002) en een kleine blessure bij Philippe Clement. Vanwege blessures bij aanwinst Marek Špilár en het vertrek van Milan Lešnjak in de winter, was De Brul weer een paar plaatsen gestegen na zijn eigen dijbeenblessure begin dat seizoen. Speelgelegenheid bracht dat evenwel nauwelijks op.
In de Belgische beker kwam De Brul – ook al omwille van Maertens' schorsing in januari 2003 – één helft in actie tegen Lommel in de kwartfinales die ook het eindstation werden voor Club Brugge dat seizoen. Ondanks een doelpunt net voor rust werd hij gewisseld. Brugge won thuis met 3–2, maar zou het in Lommel uit handen geven en verloor ginds met 2–0. Tjörven De Brul, dan 29 jaar, haalde nog wel de selectie bij de meeste wedstrijden. Hij bleef echter aan de invallersbank gekluisterd. Sollied haalde dat voorjaar veeleer Timmy Simons tijdens de wedstrijd uit het middenveld en zette een middenvelder voor een verdediger in plaats van een nieuwe verdediger te zetten. Veelzeggend omdat De Brul na Nieuwjaar even de enige fitte centrale verdediger was na het vaste duo Maertens-Clement. 
De Brul trok naar KAA Gent. Hij was basisspeler onder de Nederlandse trainer Jan Olde Riekerink, maar deze werd nog voor Nieuwjaar 2004 op de keien gezet. Later speelde hij als libero achter de verdediging onder trainer Georges Leekens, in een 5–3–2 opstelling. Hij belandde op een zijspoor onder Leekens, daarbij weinig geholpen door een zware knieblessure die hem parten bleef spelen. De Brul liep de blessure op voorjaar 2004 op het veld van toekomstig kampioen RSC Anderlecht (onder interim-trainer Herman Vermeulen die overnam na het ontslag van Riekerink). Onder Leekens kreeg hij daarbovenop te maken met een kuitblessure die hem enkele weken aan de kant hield en zo werd het avontuur bij de Buffalo's niet echt wat De Brul ervan verwachtte. De Brul kwam in de zomer van 2005 terecht bij toenmalige promovendus SV Zulte Waregem. De West-Vlaamse club werd zijn laatste club op het hoogste niveau. De Brul begon aan zijn tweede jeugd dixit De Morgen. In zijn eerste seizoen was De Brul een vaste kracht in de Waregemse verdediging naast Stefan Leleu. Met Essevee won hij de Beker van België in 2006, onder de hoede van Francky Dury.

## Clubstatistieken
| seizoen     | club             | land   | competitie     | wed. | goals |
| ----------- | ---------------- | ------ | -------------- | ---- | ----- |
| 1991/92     | SC Lokeren       | België | Jupiler League | 5    | 0     |
| 1992/93     | SC Lokeren       | België | Jupiler League | 12   | 4     |
| 1993/94     | SC Lokeren       | België | Tweede klasse  | 28   | 5     |
| 1994/95     | Club Brugge      | België | Jupiler League | 24   | 1     |
| 1995/96     | Club Brugge      | België | Jupiler League | 22   | 2     |
| 1996/97     | Club Brugge      | België | Jupiler League | 20   | 0     |
| 1997/98     | Club Brugge      | België | Jupiler League | 27   | 5     |
| 1998/99     | Club Brugge      | België | Jupiler League | 30   | 8     |
| 1999/00     | Club Brugge      | België | Jupiler League | 26   | 1     |
| 2000/01     | Club Brugge      | België | Jupiler League | 29   | 4     |
| 2001/02     | Club Brugge      | België | Jupiler League | 16   | 0     |
| 2002/03     | Club Brugge      | België | Jupiler League | 1    | 0     |
| 2003/04     | KAA Gent         | België | Jupiler League | 18   | 5     |
| 2004/05     | KAA Gent         | België | Jupiler League | 12   | 1     |
| 2005/06     | SV Zulte Waregem | België | Jupiler League | 30   | 1     |
| 2006/07     | SV Zulte Waregem | België | Jupiler League | 14   | 1     |
| 2007/08     | SK Ronse         | België | Derde Klasse   | 25   | 0     |
| 2008/09     | SK Ronse         | België | Exqi League    | 33   | 1     |
| 2009/10     | SK Berlare       | België | Vierde Klasse  | 27   | 2     |
| Bijgewerkt: | oktober 2011     |        |                |      |       |

## Trainerscarrière
Aan het einde van zijn carrière ging De Brul spelen voor clubs uit lagere afdelingen, eerst KSK Ronse en vanaf 2009 vierdeklasser SK Berlare uit zijn thuisplaats Berlare. Sinds het najaar van 2011 was De Brul trainer van vierdeklasser KRC Gent-Zeehaven, waar hij eind december 2012 werd ontslagen.
Op 26 december 2019 volgde hij bij zijn oude club SK Berlare de ontslagen Alain Merckx op als hoofdtrainer.

## Trivia
- Tjörven De Brul is de laatste speler die bij Club Brugge het rugnummer 12 heeft gedragen vooraleer het nummer in juli 2003, na zijn vertrek naar Gent, werd opgedragen aan de supporters (twaalfde man).[6]